# Pomrowik mały
Pomrowik mały (Deroceras laeve) – gatunek lądowego ślimaka z rzędu trzonkoocznych i rodziny pomrowikowatych. Pierwotnie holarktyczny, ale współcześnie jest kosmopolitą, w środowiskach synantropijnych występującym na całym świecie. Skrajnie wilgociolubny, wytrzymujący okresowe zalewanie. Notowany jako szkodnik upraw, głównie szklarniowych.

## Taksonomia
Gatunek ten opisany został po raz pierwszy w 1774 roku przez Ottona Friedricha Müllera pod nazwą Limax laevis. Jako miejsce typowe wskazano Frideriksdal koło Kopenhagi w Danii.

## Morfologia

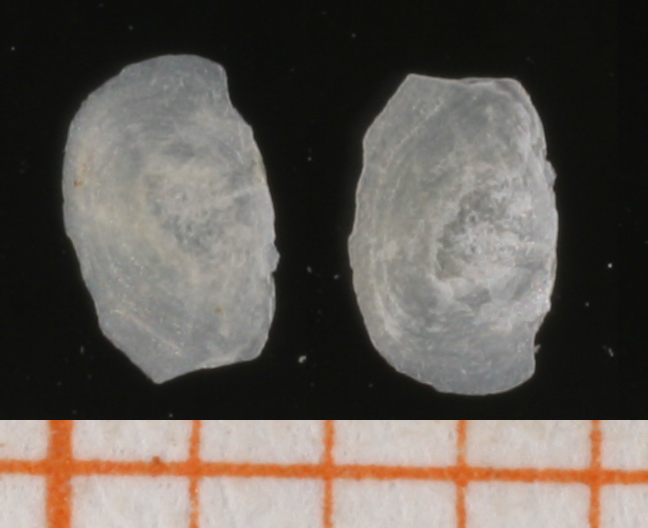
Muszle

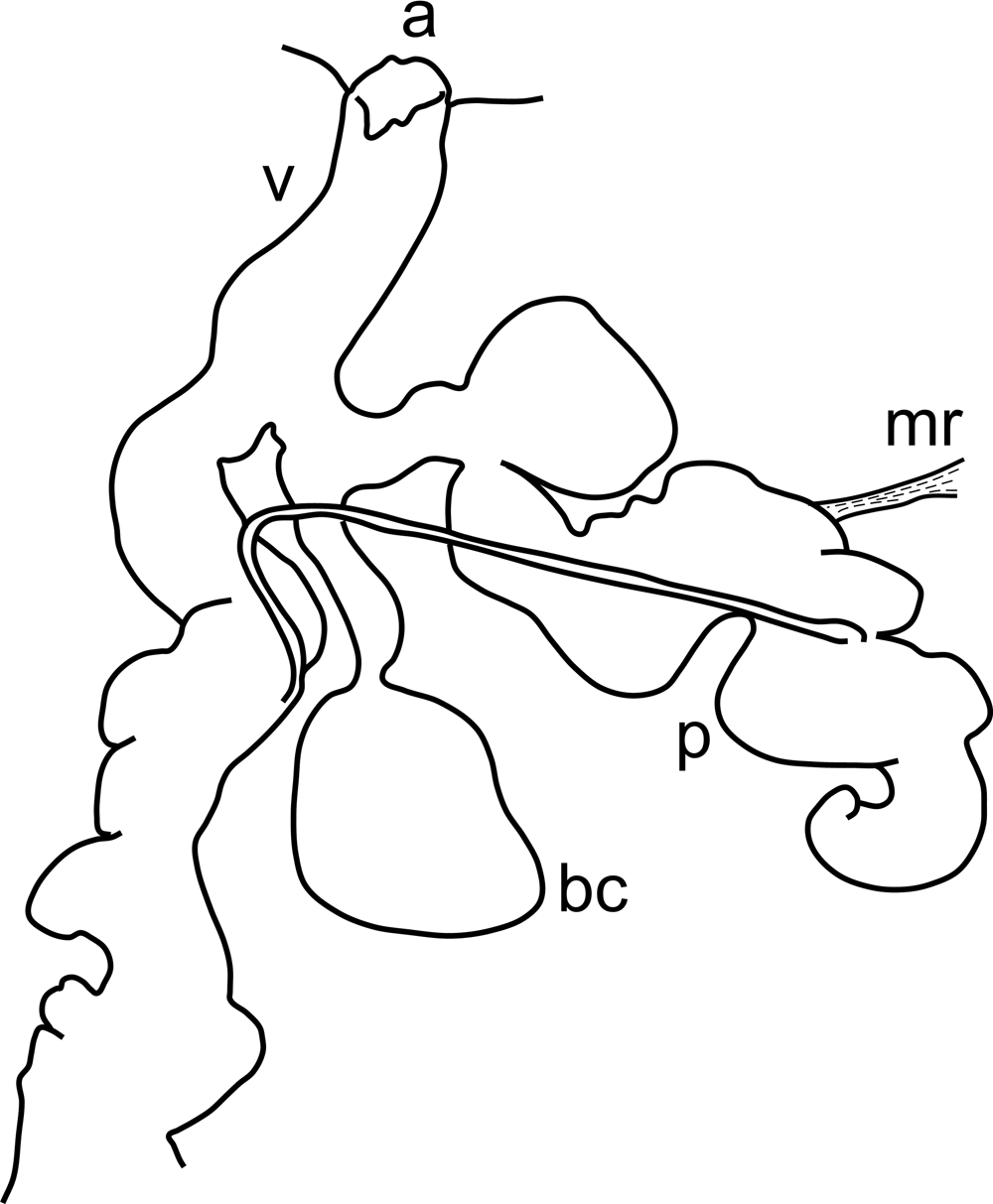
Układ rozrodczy. a: atrium, v: pochwa, p: prącie, mr: wciągacz prącia, bc: torebka kopulacyjna

Ślimak o ciele długości do 25 mm (zwykle mniej), niemal walcowatym, prawie równoległobocznym, u tylnego końca nagle zwężonym. Ubarwienie miewa głównie od brązowego przez kawowe po niemal czarne (u okazów zakonserwowanych szarzejące), pozornie jednolite, jednak w powiększeniu przynajmniej na płaszczu ciemniej plamkowane; podeszwa ma szare lub brudnokremowe z ciemniejszymi kropkami zabarwienie brzegów i ciemnoprzezroczysty środek, a głowa wraz z czułkami są czarniawe.
Płaszcz zajmuje połowę długości ciała. Listwa grzbietowa (kil) jest słabo wysklepiona i niemal niewidoczna. Skóra jest szklista, u osobników żywych o wyraźnych zmarszczkach, których między położonym zaśrodkowo otworem oddechowym a linią środkową grzbietu mieści się od 10 do 14, u osobników zakonserwowanych bez zmarszczek. Wydzielany śluz jest mocno wodnisty i bezbarwny.
Tarka ma od 84 do 108 szeregów płytek (zębów). W każdym szeregu znajduje się jedna płytka środkowa, od 12 do 13 par płytek bocznych i od 24 do 29 par płytek marginalnych. Zredukowana muszla o nukleusie umieszczonym w tyle i z lewej strony całkowicie skryta jest w zamkniętej jamie. Jelito robi dwie duże pętle. Nie występuje jelito ślepe ani rozszerzenie rektum. W pobliżu drugiej pętli jelita leży brązowy, zakryty płatami wątrobotrzustki gruczoł obojnaczy. Zaokrąglona do owalnej spermateka ma czasem dłuższy od zbiornika kanał. Trochę węższy i dłuższy od atrium jajowód ma postać grubej rury, często o lekko sfałdowanej powierzchni. Osobniki eufalliczne mają silnie wydłużone, robakowate, poskręcane prącie z rozszerzoną i zaopatrzoną w brodawkowaty stymulator częścią przednią oraz walcowatą, często spiralną częścią tylną, cienki i uchodzący w ⅔ prącia nasieniowód oraz cienki i zaczepiający się bocznie w połowie prącia mięsień wciągacz. Osobniki hemifalliczne mają prącie zredukowane – np. skrócone i pozbawione gruczołu penialnego, o nasieniowodzie otwartym szczytowo czy też zredukowane do bocznego nabrzmienia w atrium, na którym otwiera się nasieniowód i do którego zaczepia się uwsteczniony wciągacz. Osobniki afalliczne mają prącie z przydatkami zanikłe całkowicie, a nasieniowód zakończony ślepo. Afalliczność jest u tego gatunku na tyle powszechna, że znane są populacje złożone wyłącznie z takich osobników.

## Biologia i ekologia
Mięczak lądowy, rozmieszczony od nizin po góry, w Alpach dochodzący do 2300 m n.p.m., w górach polskich do około 1000 m n.p.m. Wymaga siedlisk o bardzo dużej wilgotności podłoża i powietrza (gatunek skrajnie higrofilny). Najczęstszy jest nad jeziorami, stawami i potokami, w rowach, podmokłych olsach, na mokrych łąkach i w cieplarniach (gatunek synantropijny). Znosi okresowe zalewanie wodą, szczególnie dobrze przy niższej temperaturze. Bytuje wśród detrytusu, mokrej lub zalanej ściółki, pod podciekającymi wodą kawałkami drewna, bryłami gleby, płatami darni i wśród roślinności. Jest fitofagiem żerującym na różnych roślinach.
Cykl życiowy jest krótki. W sprzyjających warunkach dojrzałość rozrodcza osiągana jest już po 36 dniach od wylęgu. Do rozmnażania przystępować może o dowolnej porze roku, a w warunkach szklarniowych rozmnaża się przez cały rok. Ma zdolność do samozapłodnienia, która wykorzystywana jest powszechnie, zwłaszcza w populacjach afallicznych. Ślimak dożywa około jednego roku i składa w ciągu życia średnio 163,8 sztuk jaj. Są one bezbarwne, owalne, wielkości 2,3×1,8 mm, umieszczane w złogach liczących od 2 do 16 (zwykle jednak nie więcej niż 8) sztuk. Czas inkubacji w temperaturze 18–16 °C wynosi 16 dni.

## Rozprzestrzenienie
Rodzimy zasięg gatunku obejmuje niemal całą Holarktykę. Współcześnie jest jednak gatunkiem kosmopolitycznym, rozwleczonym przez człowieka po różnych częściach świata, w tym do neotropikalnej Ameryki Północnej, Ameryki Południowej, krainy afrotropikalnej, orientalnej części Azji i na niektóre wyspy pacyficzne. Jako synantrop obecny jest od strefy tropikalnej po okołobiegunową.

## Znaczenie gospodarcze
Ślimak ten w warunkach środkowoeuropejskich notowany jest jako szkodnik głównie doniczkowych i ciętych roślin ozdobnych uprawianych w szklarniach i pod osłonami. Uszkadza także rośliny ogrodowe i polne.